# Roca Regina
La Roca Regina és un cingle i cim de 727,1 metres d'altitud situat en el terme municipal de Castell de Mur, dins de l'antic municipi de Guàrdia de Tremp, al Pallars Jussà.
Es tracta d'una espectacular paret de pedra rogenca visible al costat de ponent del congost de Terradets. És molt a prop del congost de Terradets, damunt del barranc del Bosc en el seu darrer tros, just abans d'afluir a la Noguera Pallaresa. Al vessant nord de la Roca Regina hi ha la cova de Grabiel, a la part occidental. El serrat de Pena s'estén cap al nord des del punt més alt de la Roca Regina, i les Feixes del Serrat de Pena ho fan cap al nord-est. De la mateixa Roca Regina flueix cap al nord-est la llau de Sant Pere, que va a abocar-se a la Noguera Pallaresa a prop del pont Nou de Monares. El Corral de Corçà és al sector oriental de la Roca Regina, ja en el mateix congost de Terradets.